# Попова, Мария Вадимовна
Попова Мария Вадимовна — мастер спорта международного класса. Чемпионка Украины по тхэквондо 2007, 2009 и 2011 гг.
Родилась 18 сентября 1991 года в Харькове.
Тхэквондо начала заниматься в 1999 году в харьковской ДЮСШ № 2. Первый тренер — Виктор Иванович Шевченко (в 2004 году присвоено звание Заслуженный тренер Украины).
В составе сборной команды Украины по тхэквондо с 2005 года; в настоящее время выступает в весовой категории до 67 кг. Тренеры — Ангелина Владимировна Глущенко и Виктор Иванович Шевченко. Представляет ФСО «Динамо». Звание Мастер спорта международного класса Украины присвоено в 2008 г.
Студентка Харьковского национального педагогического университета им Г. С. Сковороды.
Основные спортивные достижения:
- чемпионка Украины 2007 года;
- победительница чемпионата Украины по олимпийским весовым категориям 2009 и 2011 годов;
- серебряный призёр чемпионатов Украины в 2008 и 2011 гг., бронзовая медаль на чемпионатах Украины 2009 и 2010 гг., бронзовый призёр чемпионата Украины по олимпийским весовым категориям 2008 года;
- победитель командного чемпионата Украины 2010 года, турниров «Кубок Украины» (2007, 2009, 2010), молодёжных чемпионатов Украины (2009, 2010), чемпионатов Украины среди юниоров (2005—2008);
- победитель международного турнира класса «А» в Баку (Азербайджан), 2008 г. и международного турнира «Poland Open» в Варшаве (Польша), 2009 г.;
- серебряный призёр молодёжного чемпионата Европы 2009 года в Виго (Испания) и международного юниорского турнира в Варшаве (Польша), 2007 г.;
- бронзовый призёр чемпионата Европы среди юниоров 2007 г. в Баку (Азербайджан);
- участник Всемирной универсиады 2009 года в Белграде (Сербия) — 5 место, чемпионата мира 2008 года в Измире (Турция) — 5 место, чемпионата мира-2006 (Хошимин, Вьетнам).